# Самбур Григорій Микитович
Григорій Микитович Самбу́р (1893, Менський район—1965) — український ґрунтознавець родом із Чернігівщини, доктор сільськогосподарських наук. Лауреат Докучаєвської премії
Довголітній науковий співробітник Українського науково-дослідного інституту хліборобства. Праці (понад 120) з ґрунтознавства України, розроблення агротехнічних заходів, спрямованих на підвищення родючості ґрунтів (зокрема, Південної України).

## Публікації
- (рос.) Вернандер Н. Б., Годлин М. М., Самбур Г. Н., Скорина С. А. Почвы УССР. — К.: Государственное издательство сельскохозяйстенной литературы, 1951. — 326 с.